# أقوجيلي
أقوجيلي (ت. 1080 ه‍ / 1669 م) هو محدث وفقيه مالكي.
هو محمد بن علي الجزائري المعروف بأقوجيلي. له (عقد الجمان اللامع) منظومة في دار الكتب، نظم بها أسماء مخرجي أحاديث الجامع الصحيح للبخاري وعدد الأحاديث التي لكل منهم. وقد حققت هذه المنظومة مرتين:
- تحقيق حمدادو بن عمر. مؤسسة الوراق (عمان، الأردن)، 2015 م.[4]
- تحقيق عيد عبد الله احمد الصيفي. دار ابن حزم (بيروت، لبنان)، 2019 م.[5]

كما نشرت ضمن موسوعة صحيح البخاري، باعتناء حسنين سلمان مهدي.